# RuPaul’s Drag Race
RuPaul’s Drag Race – amerykański program telewizyjny typu reality show, produkowany przez World of Wonder dla stacji Logo TV. W latach 2017–2023 emitowany był na VH1. Od 2023 emitowany na MTV.
Celem programu jest wyłonienie spośród uczestników najciekawszej i najbardziej utalentowanej drag queen, która otrzymuje tytuł America’s Next Drag Superstar oraz nagrody rzeczowe i pieniężne. Gospodarzem programu jest drag queen RuPaul, który jest również głównym jurorem programu.
Tytuł programu jest grą słów; nawiązuje do słowa drag (ang. in drag – być w przebraniu osoby płci przeciwnej) i do formy wyścigów samochodowych znanych jako drag racing.

## Historia
Od 2009 wyemitowano 17 sezonów programu, a także 9 sezonów spin-offu – RuPaul’s Drag Race: All Stars, którego zasady był podobne, a uczestniczyły w nim zaproszone przez RuPaula drag queens z poprzednich sezonów głównego show. Od samego początku show produkowana była też zakulisowa seria RuPaul’s Drag Race: Untucked (ang. tuck – chowanie penisa i moszny pomiędzy nogami w taki sposób, aby krocze bardziej przypominało kobiece), której sezony od drugiego do szóstego emitowane były w Logo TV, pozostałe zaś publikowane były przez producenta na YouTube. Program cieszył się dużą popularnością wśród światowej społeczności LGBT (w szczególności w Ameryce Północnej i Południowej oraz w Wielkiej Brytanii) i był jednocześnie najchętniej oglądanym i najbardziej rozpoznawalnym show stacji Logo.
RuPaul’s Drag Race był nominowany do trzydziestu dziewięciu nagród Emmy i wygrał dwadzieścia cztery. Został również nominowany do dziewięciu nagród Reality Television Awards, zdobywając trzy i nominowany do sześciu nagród NewNowNext, wygrywając trzy. Program został nagrodzony Outstanding Reality Program Award na GLAAD Media Awards. Był nominowany do czterech nagród Critics’ Choice Television Awards, w tym dla najlepszego programu reality i dla najlepszego gospodarza reality show dla RuPaul. W 2018 roku stał się pierwszym programem, który zdobył nagrodę Primetime Emmy za wybitny program reality oraz nagrodę Primetime Emmy dla najlepszego prowadzącego program reality show. Program zajął 93. miejsce na liście 100 najlepszych programów telewizyjnych XXI wieku The Guardian.
Program doczekał się wielu spin-offów i zagranicznych edycji:

### Spin-offy
- RuPaul’s Drag U (2010–2012): W każdym odcinku trzy kobiety są łączone z byłymi uczestnikami Drag Race („Drag Professors”), którzy robią im metamorfozę i pomagają dotrzeć do ich „wewnętrznych div”[9].

- RuPaul’s Drag Race All Stars (2012 – obecnie): Byli zawodnicy powracają i rywalizują o miejsce w Drag Race Hall of Fame. Format programu jest podobny do formatu RuPaul’s Drag Race, z wyzwaniami i panelem sędziowskim.
- Dancing Queen (2018): W kwietniu 2013 RuPaul potwierdził, że planuje być producentem wykonawczym spin-offu Drag Race, w którym występuje Alyssa Edwards, uczestniczka piątego sezonu i drugiego sezonu All Stars. Alyssa Edwards potwierdziła, że tytuł spin-offu to Beyond Belief (później przemianowany na Dancing Queen)[10], a jej studio tańca w Mesquite w Teksasie jest miejscem akcji. Serial został wyemitowany w serwisie Netflix 5 października 2018[11]
- RuPaul’s Secret Celebrity Drag Race (2020 – obecnie): 10 kwietnia 2020 r. VH1 ogłosiło, że celebrycka edycja Drag Race ma być emitowana przez cztery tygodnie, począwszy od 24 kwietnia 2020 r. W obu sezonach celebryci rywalizowali o pieniądze przeznaczane na cele charytatywne, stając się artystami drag, których mentorami byli absolwenci z poprzednich sezonów RuPaul’s Drag Race (nazywane „Queen Supremes”)[12]. W pierwszym sezonie każdy odcinek był samodzielną rywalizacją między trzema zawodnikami, którzy rywalizowali w wyzwaniach Drag Race. Podobnie jak w przypadku głównej serii, każdy odcinek zawierał mini i maxi challenge, po których następowała ostatnia runda lip-sync, aby wyłonić zwycięzcę[13].  Drugi sezon zmienił się w trwającą cały sezon rywalizację, skupiającą się wyłącznie na występach lip-sync. Sezon rozpoczął się od obsady dziewięciu anonimowych zawodników, przedstawionych jedynie jako ich drag persony. W każdym odcinku uczestnicy wykonują solowy występ dla sędziów i publiczności w studiu. Dwaj najsłabsi uczestnicy rywalizują w rundzie „Lip Sync for Your Life”, aby określić, kto przejdzie do następnego odcinka, a kto zostanie wyeliminowany i musi ujawnić swoją prawdziwą tożsamość[14][15]. Ostatni celebryta, który pozostał na koniec sezonu, wygrał 100 000 $ na wybraną przez siebie organizację charytatywną. Nowy format został opisany jako podobny do The Masked Singer.
- RuPaul’s Drag Race: Vegas Revue (2020): sześcioodcinkowy serial dokumentalny o RuPaul’s Drag Race Live!, którego premiera odbyła się na VH1 21 sierpnia 2020 r.[16][17]
- RuPaul’s Drag Race Superstar to gra mobilna autorstwa East Side Games, spółki zależnej World of Wonder i Leaf Mobile, która została wydana 25 października 2021 r.

### Edycje międzynarodowe
- The Switch Drag Race (2015–2018): program zrealizowany w Chile na licencji Drag Race, premiera odbyła się w październiku 2015 r. na kanale Mega.
- Drag Race Thailand (od 2018 r.): W październiku 2017 r. Kantana Group nabyła prawa do produkcji własnej wersji Drag Race. Sezon 1 Drag Race Thailand spotkał się z dobrymi ocenami w tajskiej telewizji. Później ogłoszono, że pierwszy sezon będzie miał premierę w Stanach Zjednoczonych w maju 2018 r. Pierwszy sezon wywołał również poruszenie w azjatyckiej społeczności LGBT, z których najbardziej znaną była kampania mająca na celu stworzenie wersji Drag Race na Filipinach i Tajwanie, dwóch państwach najbardziej przychylnych społeczności LGBT w Azji[18][19].
- RuPaul’s Drag Race UK (2019 – obecnie): 5 grudnia 2018 roku ogłoszono, że brytyjska wersja RuPaul’s Drag Race zostanie wyemitowana w BBC Three. W 2019 Visage potwierdziła w mediach społecznościowych, że wystąpi jako jurorka[20].
- Canada’s Drag Race (2020 – obecnie): 27 czerwca 2019 r. Crave, serwis streamingowy OutTV i Bell Media, ogłosiły, że współtworzyły kanadyjską wersję Drag Race. Dodatkowo, Brooke Lynn Hytes, która zajęła 2 miejsce w 11 sezonie Drag Race, została potwierdzona jako jeden z jurorów, stając się pierwszym uczestnikiem Drag Race, który występował jako stały juror. Program miał swoją premierę 2 lipca 2020 roku[21][22].
- Drag Race Holland (2020 – obecnie): Holenderska wersja Drag Race została ogłoszona 26 lipca 2020 r. Program zadebiutował w Videoland w Holandii i był emitowany na WOW Presents Plus na całym świecie. Program jest prowadzony przez Freda van Leera, a jego premiera odbyła się 18 września 2020[23][24]
- RuPaul’s Drag Race Down Under (2021 – obecnie):[25]26 sierpnia 2019 r. ogłoszono, że wersja australijska i nowozelandzka będzie w produkcji i miała zostać wyemitowana w 2020 r., ale prawdopodobnie została opóźniona z powodu pandemii COVID-19.[26] Zdjęcia rozpoczęły się w Auckland w Nowej Zelandii w styczniu 2021 roku. Program miał swoją premierę w TVNZ 2 i TVNZ OnDemand w Nowej Zelandii, Stan w Australii oraz na międzynarodowej platformie WOW Presents Plus 1 maja 2021[27] W skład jury wchodzą RuPaul, Michelle Visage i Rhys Nicholson.
- Drag Race España (2021 – obecnie): 16 listopada 2020 r. Atresmedia ogłosiła, że wyprodukuje hiszpańską wersję Drag Race wraz z Buendía Estudios po osiągnięciu porozumienia z Passion Distribution na rzecz World of Wonder. Seria zadebiutowała w serwisie streamingowym Atresmedia ATRESplayer Premium 30 maja 2021 r. oraz została wyemitowana na całym świecie w WOW Presents Plus.[28] Jest prowadzona przez Supremme de Luxe.
- Drag Race Italia (2021 – obecnie): włoska wersja Drag Race została ogłoszona 30 czerwca 2021 r. Seria zadebiutowała w listopadzie 2021 r. Na Discovery +.
- RuPaul’s Drag Race: UK Vs the World (2022): 21 grudnia 2021 roku World of Wonder ogłosiło, że premiera spin-offowej serii RuPaul’s Drag Race UK będzie miała miejsce w lutym 2022 roku. W nakręconym w Wielkiej Brytanii programie udział wzięły międzynarodowe królowe które rywalizowały w serii Drag Race na całym świecie[29][30].
- Drag Race France (2022 – obecnie): 17 listopada 2021 r. Ogłoszono francuską wersję Drag Race. Gospodarzem jest francuska drag queen Nicky Doll, która startowała w dwunastym sezonie RuPaul’s Drag Race i zajęła dziesiąte miejsce. W jury zasiadają również Daphné Bürki i Kiddy Smile[31]. Drag Race France zadebiutował 25 czerwca 2022 roku na France.tv Slash[32]. W sierpniu 2022 roku ogłoszono drugi sezon[33].
- Drag Race Philippines (2022 – obecnie): 17 sierpnia 2021 r. Ogłoszono filipińską wersję Drag Race. Program miał swoją premierę 17 sierpnia 2022 roku, jest produkowany przez World of Wonder i Fullhouse Asia Production Studios[34]. Paolo Ballesteros, znany także jako Mawma Pao, jest gospodarzem i głównym sędzią[35]. Jiggly Caliente (uczestniczka 4. sezonu RuPaul’s Drag Race i 6. sezonu All Stars) oraz osobowość telewizyjna KaladKaren pełnią funkcję stałych sędziów[36][37]. BJ Pascual, Jon Santos i Rajo Laurel byli sędziami naprzemiennymi w sezonie 1.Drugi sezon został ogłoszony 19 października 2022 roku.
- Canada’s Drag Race: Canada vs. the World (2022): sezon „międzynarodowych gwiazd” serii Drag Race, którego premiera odbyła się za pośrednictwem Crave i WOW Presents Plus w listopadzie 2022 r. Seria jest spin-offem Canada’s Drag Race i drugą edycją serii Drag Race, w której występują królowe z wielu międzynarodowych wersji programu[38]. Gospodarzem programu jest Brooke Lynn Hytes[39]. Ma ten sam format, co RuPaul’s Drag Race: UK vs the World.
- Drag Race Belgique (2023): belgijska wersja Drag Race została ogłoszona 29 kwietnia 2022 r. i ma być emitowana od lutego 2023 r. w Tipik oraz w WOW Presents Plus na całym świecie[40]. Program poprowadzi kanadyjska drag queen Rita Baga, która zajęła drugie miejsce w pierwszym sezonie Canada’s Drag Race[41]. Do panelu sędziowskiego dołączą Lufy i Mustii[42].
- Drag Race Sverige: szwedzka wersja Drag Race została ogłoszona 5 kwietnia 2022 r. Będzie emitowana w telewizji Sveriges i transmisji strumieniowej w WOW Presents Plus.[43]
- Drag Race España All Stars: spin-off Drag Race España, jest to pierwsza międzynarodowa wersja formatu All Stars. Został ogłoszony we wrześniu 2022 roku i ma zostać wyemitowany po nadchodzącym trzecim sezonie Drag Race España.
- Drag Race Brasil: ogłoszono 12 grudnia 2022 r.
- Drag Race Mexico: ogłoszono 12 grudnia 2022 r.
- Drag Race Germany: ogłoszono 12 grudnia 2022[44]

## Format i zasady programu
W castingu mogą wziąć udział osoby o dowolnej orientacji seksualnej i tożsamości płciowej, chociaż większość uczestników do tej pory to homoseksualni cispłciowi mężczyźni. Uczestnicy transpłciowi stają się coraz bardziej powszechni w miarę upływu sezonów; Sonique, biorąca udział w drugim sezonie, została pierwszą uczestniczką otwarcie transpłciową, kiedy ujawniła, że jest kobietą podczas reunion. Sonique wygrała później All Stars 6, stając się pierwszą transpłciową kobietą, która wygrała anglojęzyczną wersję programu i drugą w klasyfikacji generalnej. Monica Beverly Hillz (sezon 5) została pierwszą uczestniczką, która podczas trwania programu ujawniła się jako transpłciowa kobieta. Peppermint (sezon 9) jest pierwszą uczestniczką, która przeszła tranzycję przed emisją swojego sezonu. Inne uczestniczki dokonały coming-outu po swojej eliminacji, w tym Carmen Carrera, Kenya Michaels, Stacy Layne Matthews, Jiggly Caliente, Gia Gunn, Laganja Estranja i Gigi Goode. Ponadto Gottmik (sezon 13) był pierwszym AFAB i obecnie jedynym jawnie transpłciowym zawodnikiem płci męskiej w historii franczyzy. Różni uczestnicy również identyfikują się jako osoby niebinarne, w tym Jinkx Monsoon i Adore Delano. Jednakże pojawił się zwyczaj, według którego uczestniczki, mówiąc o sobie lub innych drag queens, używają żeńskich zaimków osobowych również wtedy, gdy nie są ucharakteryzowane.
Rola RuPaula jako prowadzącego program polega nie tylko na ocenie i decydowaniu o eliminacji uczestniczek i wybieraniu zwyciężczyni, ale także stałe doradzanie uczestniczkom w czasie przygotowań do każdego zadania. W każdym odcinku RuPaul wraz z innymi członkami jury ocenia drag queens rywalizujące w różnych konkurencjach i zadaniach, wybiera najlepszą z nich (która otrzymuje nagrody rzeczowe), a także dwie, które wypadły najsłabiej. Dwie uczestniczki, które zostały ocenione najniżej przez jury, biorą udział w konkurencji Lipsync for your life, która polega na krótkim występie z wcześniej przygotowaną piosenką odtwarzaną z playbacku. Ta, która w tej konkurencji wypadnie lepiej – pozostaje w programie, druga zaś – zostaje wyeliminowana.
Zadania w RuPaul’s Drag Race dzielą się na małe oraz duże, skupiają się one głównie na modzie, aktorstwie, tańcu, śpiewie i komedii. Małe zadania występują na początku niemal każdego odcinka i nie wymagają dłuższego czasu na przygotowanie się do nich. Duże zaś najczęściej polegają na przygotowaniu różnego rodzaju widowisk teatralnych czy filmów – grupowo bądź indywidualnie. Od sezonu drugiego jednym z dużych zadań zawsze pojawiających się w programie jest Snatch Game – przypominający amerykański teleturniej Match Game – w którym drag queens parodiują znane postaci (zazwyczaj kobiety). Ponadto stałym elementem show jest pokaz mody, w którym uczestniczki prezentują zaprojektowane przez siebie stroje na podstawie wcześniej podanego motywu.
Stałymi jurorami programu, oprócz RuPaula, byli: Michelle Visage (od sezonu 3), Ross Matthews i Carson Kressley (od sezonu 7) oraz Ts Madison (od sezonu 15). Oprócz nich, w każdym odcinku w jury zasiadają goście specjalni, którzy nie tylko oceniają uczestniczki, ale też mogą pomagać im czasie przygotowań do zadań. Wśród gości specjalnych RuPaul’s Drag Race pojawili się między innymi:  Paula Abdul, Pamela Anderson, Eve, Ariana Grande, Neil Patrick Harris, Kathy Griffin, Khloé Kardashian, La Toya Jackson, Adam Lambert, Demi Lovato, Lady Gaga, Bob Mackie, Rose McGowan, Olivia Newton-John, Rebecca Romijn, Gigi Hadid, Sharon Osbourne i Miley Cyrus.
Nagroda dla zwyciężczyni programu różni się zależnie od sezonu, najczęściej obejmuje ona jednak pieniądze (w początkowych sezonach było to 20 tys. dolarów amerykańskich, od sezonu czwartego – 100 tys. dolarów), koronę wykonaną przez firmę Drag Jewels oraz roczny lub dożywotni zapas kosmetyków do makijażu. Oprócz tego w finałowym odcinku wybierana jest też Miss Congeniality – drag queen, która w danym sezonie została uznana za ulubienicę fanów i innych uczestniczek.

## Sezony
| Sezon | Premiera         | Finał            | Zwyciężczyni       | Miss Publiczności            | Nagrody |
| ----- | ---------------- | ---------------- | ------------------ | ---------------------------- | --- |
| 1     | 2 lutego 2009    | 23 marca 2009    | BeBe Zahara Benet  | Nina Flowers                 | - 20 000 dolarów sponsorowane przez V&S Group i MAC Cosmetics - Udział w trasie Drag Race Tour - Pojawienie się w reklamie L.A. Eyeworks - Zdjęcie opublikowane w magazynie Paper - Korona od Fierce Drag Jewels                                            |
| 2     | 1 lutego 2010    | 26 kwietnia 2010 | Tyra Sanchez       | Pandora Boxx                 | - 25 000 dolarów - Dożywotni zapas kosmetyków NYX oraz zostanie ich twarzą - Udział w trasie Drag Race Tour - Pojawienie się w reklamie L.A. Eyeworks - Roczny kontrakt z firmą LGBT public relations firm Project Publicity - Korona od Fierce Drag Jewels |
| 3     | 24 stycznia 2011 | 2 maja 2011      | Raja               | Yara Sofia                   | - 75 000 dolarów - Dożywotni zapas kosmetyków Kryolan - Udział w trasie Drag Race Tour - Korona od Fierce Drag Jewels |
| 4     | 30 stycznia 2012 | 30 kwietnia 2012 | Sharon Needles     | Latrice Royale               | - 100 000 dolarów - Dożywotni zapas kosmetyków NYX - Udział w trasie Drag Race Tour - Wyjazd na wakacje - Korona od Fierce Drag Jewels |
| 5     | 28 stycznia 2013 | 6 maja 2013      | Jinkx Monsoon      | Ivy Winters                  | - 100 000 dolarów - Zapas kosmetyków ColorEvolution - Udział w trasie Drag Race Tour - Wyjazd na wakacje - Korona od Fierce Drag Jewels |
| 6     | 24 lutego 2014   | 19 maja 2014     | Bianca Del Rio     | BenDeLaCreme                 | - 100 000 dolarów - Zapas kosmetyków ColorEvolution - Korona od Fierce Drag Jewels |
| 7     | 2 marca 2015     | 1 czerwca 2015   | Violet Chachki     | Katya                        | - 100 000 dolarów - Roczny zapas kosmetyków Anastasia Beverly Hills - Korona od Fierce Drag Jewels |
| 8     | 7 marca 2016     | 16 maja 2016     | Bob The Drag Queen | Cynthia Lee Fontaine         | - 100 000 dolarów - Roczny zapas kosmetyków Anastasia Beverly Hills - Korona od Fierce Drag Jewels |
| 9     | 24 marca 2017    | 23 czerwca 2017  | Sasha Velour       | Valentina                    | - 100 000 dolarów - Roczny zapas kosmetyków Anastasia Beverly Hills - Korona i berło od Shandar Fashion Accessories & Shoes |
| 10    | 22 marca 2018    | 28 czerwca 2018  | Aquaria            | Monét X Change               | - 100 000 dolarów - Roczny zapas kosmetyków Anastasia Beverly Hills - Korona i berło od Fierce Drag Jewels |
| 11    | 28 lutego 2019   | 30 maja 2019     | Yvie Oddly         | Nina West                    | - 100 000 dolarów - Roczny zapas kosmetyków Anastasia Beverly Hills - Korona i berło od Fierce Drag Jewels |
| 12    | 28 lutego 2020   | 29 maja 2020     | Jaida Essence Hall | Heidi N Closet               | - 100 000 dolarów - Roczny zapas kosmetyków Anastasia Beverly Hills - Korona i berło od Fierce Drag Jewels |
| 13    | 1 stycznia 2021  | 23 kwietnia 2021 | Symone             | LaLa Ri                      | - 100 000 dolarów - Roczny zapas kosmetyków Anastasia Beverly Hills - Korona i berło od Fierce Drag Jewels |
| 14    | 7 stycznia 2022  | 22 kwietnia 2022 | Willow Pill        | Kornbread "The Snack" Jeté   | - 150 000 dolarów - Roczny zapas kosmetyków Anastasia Beverly Hills - Korona i berło od Fierce Drag Jewels |
| 15    | 6 stycznia 2023  | 14 kwietnia 2023 | Sasha Colby        | Malaysia Babydoll Foxx       | - 200 000 dolarów - Roczny zapas kosmetyków Anastasia Beverly Hills - Korona i berło od Fierce Drag Jewels |
| 16    | 5 stycznia 2024  | 19 kwietnia 2024 | Nymphia Wind       | Sapphira Cristál Xunami Muse | - 200 000 dolarów - Roczny zapas kosmetyków Anastasia Beverly Hills - Korona i berło od Fierce Drag Jewels |

## Uczestnicy
Legenda
     Uczestnik wygrał sezon.
     Uczestnik powrócił po eliminacji w trakcie sezonu.
     Uczestnik powrócił po eliminacji w poprzednim sezonie.
     Uczestnik zdobył tytuł Miss Congeniality.
† wskazuje, że Uczestnik nie żyje.

### Sezon 1
| Uczestnik                  | Prawdziwe imię i nazwisko | Wiek | Miejscowość     | Wynik      |
| -------------------------- | ------------------------- | ---- | --------------- | ---------- |
| BeBe Zahara Benet          | Nea Marshall Kudi         | 28   | Minneapolis     | 1. miejsce |
| Nina Flowers               | Jorge Luis Flores Sanchez | 34   | Bayamón         | 2. miejsce |
| Rebecca Glasscock          | Javier Rivera             | 26   | Fort Lauderdale | 3. miejsce |
| Shannel                    | Bryan Watkins             | 29   | Las Vegas       | 4. miejsce |
| Ongina                     | Ryan Ong Palao            | 26   | Los Angeles     | 5. miejsce |
| Jade                       | David Sotomayo            | 25   | Chicago         | 6. miejsce |
| Akashia                    | Eric Flint                | 24   | Cleveland       | 7. miejsce |
| Tammie Brown               | Keith Glen Schubert       | 29   | Long Beach      | 8. miejsce |
| Victoria „Porkchop” Parker | Victor Bowling            | 39   | Raleigh         | 9. miejsce |

### Sezon 2
| Uczestnik                | Prawdziwe imię i nazwisko | Wiek | Miejscowość  | Miejsce     |
| ------------------------ | ------------------------- | ---- | ------------ | ----------- |
| Tyra Sanchez             | James Ross                | 21   | Orlando      | 1. miejsce  |
| Raven                    | David Petruschin          | 30   | Riverside    | 2. miejsce  |
| Jujubee                  | Airline Inthyrath         | 25   | Boston       | 3. miejsce  |
| Tatianna                 | Joey Santolini            | 21   | Falls Church | 4. miejsce  |
| Pandora Boxx             | Michael Steck             | 37   | Rochester    | 5. miejsce  |
| Jessica Wild             | José David Sierra         | 29   | San Juan     | 6. miejsce  |
| Sahara Davenport†        | Antoine Ashley            | 25   | Nowy Jork    | 7. miejsce  |
| Morgan McMichaels        | Thomas White              | 28   | Mira Loma    | 8. miejsce  |
| Sonique                  | Kylie Love                | 26   | Atlanta      | 9. miejsce  |
| Mystique Summers Madison | Donte Sims                | 25   | Bedford      | 10. miejsce |
| Nicole Paige Brooks      | Brian Christopher Pryor   | 36   | Atlanta      | 11. miejsce |
| Shangela Laquifa Wadley  | D.J. Pierce               | 28   | Studio City  | 12. miejsce |

### Sezon 3
| Uczestnik            | Prawdziwe imię i nazwisko | Wiek | Miejscowość    | Miejsce     |
| -------------------- | ------------------------- | ---- | -------------- | ----------- |
| Raja                 | Sutan Amrull              | 36   | Los Angeles    | 1. miejsce  |
| Manila Luzon         | Karl Westerberg           | 28   | Nowy Jork      | 2. miejsce  |
| Alexis Mateo         | Alexis Mateo Pacheco      | 30   | St. Petersburg | 3. miejsce  |
| Yara Sofia           | Gabriel Burgos Ortiz      | 26   | Manati         | 4. miejsce  |
| Carmen Carrera       | Carmen Roman              | 25   | Elmwood Park   | 6. miejsce  |
| Shangela             | D.J. Pierce               | 29   | Los Angeles    | 5. miejsce  |
| Delta Work           | Gabriel Villarreal        | 34   | Norwalk        | 7. miejsce  |
| Stacy Layne Matthews | Stacy Jones               | 25   | Back Swamp     | 8. miejsce  |
| Mariah               | Elijah Kelly              | 29   | Atlanta        | 9. miejsce  |
| India Ferrah         | Shane Richardson          | 23   | Dayton         | 10. miejsce |
| Mimi Imfurst         | Braden Chapman            | 27   | Nowy Jork      | 11. miejsce |
| Phoenix              | Brian Trapp               | 29   | Atlanta        | 12. miejsce |
| Venus D-Lite         | Adam Guerra               | 26   | Los Angeles    | 13. miejsce |

### Sezon 4
| Uczestnik       | Prawdziwe imię i nazwisko | Wiek | Miejscowość     | Miejsce     |
| --------------- | ------------------------- | ---- | --------------- | ----------- |
| Sharon Needles  | Aaron Coady               | 29   | Pittsburgh      | 1. miejsce  |
| Chad Michaels   | Chad Michaels             | 40   | San Diego       | 2. miejsce  |
| Phi Phi O’Hara  | Jaremi Carey              | 25   | Chicago         | 2. miejsce  |
| Latrice Royale  | Timothy Wilcots           | 39   | South Beach     | 4. miejsce  |
| Kenya Michaels  | Kenya Olivera Bonilla     | 21   | Dorado          | 5. miejsce  |
| DiDa Ritz       | Xavier Hairson            | 25   | Chicago         | 6. miejsce  |
| Willam          | Willam Belli              | 29   | Los Angeles     | 7. miejsce  |
| Jiggly Caliente | Bianca Castro             | 30   | Queens          | 8. miejsce  |
| Milan           | Dwayne Cooper             | 36   | Nowy Jork       | 9. miejsce  |
| Madame LaQueer  | Carlos Melendez           | 29   | Carolina        | 10. miejsce |
| The Princess    | Adam Biga                 | 31   | Chicago         | 11. miejsce |
| Lashauwn Beyond | Jamall Jackson            | 21   | Fort Lauderdale | 12. miejsce |
| Alisa Summers   | Alex Hernandez            | 23   | Tampa           | 13. miejsce |

### Sezon 5
| Uczestnik            | Prawdziwe imię i nazwisko | Wiek | Miejscowość   | Miejsce     |
| -------------------- | ------------------------- | ---- | ------------- | ----------- |
| Jinkx Monsoon        | Jerick Hoffer             | 24   | Seattle       | 1. miejsce  |
| Alaska               | Justin Honard             | 27   | Pittsburgh    | 2. miejsce  |
| Roxxxy Andrews       | Michael Feliciano         | 28   | Orlando       | 2. miejsce  |
| Detox                | Matthew Sanderson         | 27   | Los Angeles   | 4. miejsce  |
| Coco Montrese        | Martin Cooper             | 37   | Las Vegas     | 5. miejsce  |
| Alyssa Edwards       | Justin Johnson            | 32   | Mesquite      | 6. miejsce  |
| Ivy Winters          | Dustin Winters            | 26   | Nowy Jork     | 7. miejsce  |
| Jade Jolie           | Josh Green                | 25   | Gainesville   | 8. miejsce  |
| Lineysha Sparx       | Andy Trinidad             | 24   | San Juan      | 9. miejsce  |
| Honey Mahogany       | Alpha Mulugeta            | 29   | San Francisco | 10. miejsce |
| Vivienne Pinay       | Michael Donehoo           | 26   | Nowy Jork     | 10. miejsce |
| Monica Beverly Hillz | Monica Dejesus-Anaya      | 27   | Owensboro     | 12. miejsce |
| Serena ChaCha        | Myron Morgan              | 21   | Tallahassee   | 13. miejsce |
| Penny Tration        | Tony Cody                 | 39   | Cincinnati    | 14. miejsce |

### Sezon 6
| Uczestnik         | Prawdziwe imię i nazwisko | Wiek | Miejscowość    | Miejsce     |
| ----------------- | ------------------------- | ---- | -------------- | ----------- |
| Bianca Del Rio    | Roy Haylock               | 37   | Nowy Jork      | 1. miejsce  |
| Adore Delano      | Danny Noriega             | 23   | Azusa          | 2. miejsce  |
| Courtney Act      | Shane Jenek               | 31   | West Hollywood | 2. miejsce  |
| Darienne Lake     | Gregory Meyer             | 41   | Rochester      | 4. miejsce  |
| BenDeLaCreme      | Benjamin Putnam           | 31   | Seattle        | 5. miejsce  |
| Joslyn Fox        | Patrick Joslyn            | 26   | Worcester      | 6. miejsce  |
| Trinity K. Bonet  | Joshua Jones              | 22   | Atlanta        | 7. miejsce  |
| Laganja Estranja  | Jay Jackson               | 24   | Van Nuys       | 8. miejsce  |
| Milk              | Dan Donigan               | 25   | Nowy Jork      | 9. miejsce  |
| Gia Gunn          | Gia Keitaro Ichikawa      | 23   | Chicago        | 10. miejsce |
| April Carrión     | Jason Carrión             | 24   | Guaynabo       | 11. miejsce |
| Vivacious         | Osmond Vacious            | 40   | Nowy Jork      | 12. miejsce |
| Magnolia Crawford | Reynolds Engelhart        | 28   | Seattle        | 13. miejsce |
| Kelly Mantle      | Kelly Mantle              | 36   | Los Angeles    | 13. miejsce |

### Sezon 7
| Uczestnik            | Prawdziwe imię i nazwisko | Wiek | Miejscowość | Miejsce     |
| -------------------- | ------------------------- | ---- | ----------- | ----------- |
| Violet Chachki       | Jason Dardo               | 22   | Atlanta     | 1. miejsce  |
| Ginger Minj          | Joshua Eads Brown         | 29   | Orlando     | 2. miejsce  |
| Pearl                | Matthew James Lent        | 23   | Brooklyn    | 2. miejsce  |
| Kennedy Davenport    | Reuben Asberry Jr.        | 33   | Dallas      | 4. miejsce  |
| Katya                | Brian McCook              | 32   | Boston      | 5. miejsce  |
| Trixie Mattel        | Brian Firkus              | 24   | Milwaukee   | 6. miejsce  |
| Miss Fame            | Kurtis Dam-Mikkelsen      | 29   | Nowy Jork   | 7. miejsce  |
| Jaidynn Diore Fierce | Christopher Williams      | 25   | Nashville   | 8. miejsce  |
| Max                  | Max Malanaphy             | 22   | Hudson      | 9. miejsce  |
| Kandy Ho             | Frank Diaz                | 28   | Cayey       | 10. miejsce |
| Mrs. Kasha Davis     | Ed Popil                  | 43   | Rochester   | 11. miejsce |
| Jasmine Masters      | Martell Robinson          | 37   | Los Angeles | 12. miejsce |
| Sasha Belle          | Jared Breakenridge        | 28   | Iowa City   | 13. miejsce |
| Tempest DuJour       | Patrick Holt              | 46   | Tucson      | 14. miejsce |

### Sezon 8
| Uczestnik            | Prawdziwe imię i nazwisko | Wiek | Miejscowość | Miejsce     |
| -------------------- | ------------------------- | ---- | ----------- | ----------- |
| Bob the Drag Queen   | Christopher Caldwell      | 29   | Nowy Jork   | 1. miejsce  |
| Kim Chi              | Sang-Young Shin           | 27   | Chicago     | 2. miejsce  |
| Naomi Smalls         | Davis Heppenstall         | 21   | Redlands    | 2. miejsce  |
| Chi Chi DeVayne†     | Zavion Davenport          | 29   | Shreveport  | 4. miejsce  |
| Derrick Barry        | Derrick Barry             | 32   | Las Vegas   | 5. miejsce  |
| Thorgy Thor          | Shane Galligan            | 31   | Brooklyn    | 6. miejsce  |
| Robbie Turner        | Jeremy Baird              | 33   | Seattle     | 7. miejsce  |
| Acid Betty           | Jamin Ruhren              | 37   | Brooklyn    | 8. miejsce  |
| Naysha Lopez         | Fabian Rodriguez          | 31   | Chicago     | 9. miejsce  |
| Cynthia Lee Fontaine | Carlos Diaz               | 34   | Austin      | 10. miejsce |
| Dax ExclamationPoint | Dax Martin                | 31   | Savannah    | 11. miejsce |
| Laila McQueen        | Tyler Devlin              | 22   | Gloucester  | 11. miejsce |

### Sezon 9
| Uczestnik            | Prawdziwe imię i nazwisko | Wiek | Miejscowość  | Miejsce     |
| -------------------- | ------------------------- | ---- | ------------ | ----------- |
| Sasha Velour         | Sasha Steinberg           | 29   | Brooklyn     | 1. miejsce  |
| Peppermint           | Agnes Moore               | 37   | Nowy Jork    | 2. miejsce  |
| Shea Couleé          | Jaren Merrell             | 27   | Chicago      | 3. miejsce  |
| Trinity Taylor       | Ryan Taylor               | 31   | Orlando      | 3. miejsce  |
| Alexis Michelle      | Alex Michaels             | 32   | Nowy Jork    | 5. miejsce  |
| Nina Bo'Nina Brown   | Pierre Leverne Dease      | 34   | Riverdale    | 6. miejsce  |
| Valentina            | James Andrew Leyva        | 25   | Echo Park    | 7. miejsce  |
| Farrah Moan          | Cameron Clayton           | 23   | Las Vegas    | 8. miejsce  |
| Aja                  | Venus Nadya Oshun         | 22   | Brooklyn     | 9. miejsce  |
| Cynthia Lee Fontaine | Carlos Diaz               | 35   | Austin       | 10. miejsce |
| Eureka O’Hara        | Eureka D. Huggard         | 25   | Johnson City | 11. miejsce |
| Charlie Hides        | Charlie Hides             | 52   | Boston       | 12. miejsce |
| Kimora Blac          | Von Nguyen                | 27   | Las Vegas    | 13. miejsce |
| Jaymes Mansfield     | James Wirth               | 26   | Milwaukee    | 14. miejsce |

### Sezon 10
| Uczestnik                    | Prawdziwe imię i nazwisko | Wiek | Miejscowość  | Miejsce     |
| ---------------------------- | ------------------------- | ---- | ------------ | ----------- |
| Aquaria                      | Giovanni Palandrani       | 21   | Brooklyn     | 1. miejsce  |
| Eureka O’Hara                | Eureka D. Huggard         | 27   | Johnson City | 2. miejsce  |
| Kameron Michaels             | Dane Young                | 31   | Nashville    | 2. miejsce  |
| Asia O’Hara                  | Antwan Lee                | 35   | Dallas       | 4. miejsce  |
| Miz Cracker                  | Maxwell Heller            | 33   | Nowy Jork    | 5. miejsce  |
| Monét X Change               | Kevin Bertin              | 27   | Bronx        | 6. miejsce  |
| The Vixen                    | Anthony Taylor            | 26   | Chicago      | 7. miejsce  |
| Monique Heart                | Kevin Richardson          | 31   | Kansas City  | 8. miejsce  |
| Blair St. Clair              | Andrew Bryson             | 22   | Indianapolis | 9. miejsce  |
| Mayhem Miller                | Dequan Johnson            | 35   | Riverside    | 10. miejsce |
| Dusty Ray Bottoms            | Dustin Rayburn            | 29   | Nowy Jork    | 11. miejsce |
| Yuhua Hamasaki               | Yuhua Ou                  | 27   | Nowy Jork    | 12. miejsce |
| Kalorie Karbdashian-Williams | Daniel Hernandez          | 27   | Albuquerque  | 13. miejsce |
| Vanessa Vanjie Mateo         | Jose Cancel               | 25   | Tampa        | 14. miejsce |

### Sezon 11
| Uczestnik                | Prawdziwe imię i nazwisko | Wiek | Miejscowość | Miejsce     |
| ------------------------ | ------------------------- | ---- | ----------- | ----------- |
| Yvie Oddly               | Jovan Bridges             | 24   | Denver      | 1. miejsce  |
| Brooke Lynn Hytes        | Brock Hayhoe              | 32   | Nashville   | 2. miejsce  |
| A'keria Chanel Davenport | Gregory D'Wayne           | 30   | Dallas      | 3. miejsce  |
| Silky Nutmeg Ganache     | Reginald Steele           | 28   | Chicago     | 3. miejsce  |
| Vanessa Vanjie Mateo     | Jose Cancel               | 26   | Los Angeles | 5. miejsce  |
| Nina West                | Andrew Levitt             | 39   | Columbus    | 6. miejsce  |
| Shuga Cain               | Jesus Martinez            | 40   | Nowy Jork   | 7. miejsce  |
| Plastique Tiara          | Duc Tran                  | 21   | Dallas      | 8. miejsce  |
| Ra'jah O’Hara            | Benni Miller              | 33   | Dallas      | 9. miejsce  |
| Scarlet Envy             | Jacob James               | 26   | Nowy Jork   | 10. miejsce |
| Ariel Versace            | Bryan Neel                | 26   | Cherry Hill | 11. miejsce |
| Mercedes Iman Diamond    | Curran                    | 30   | Minneapolis | 12. miejsce |
| Honey Davenport          | James Heath-Clark         | 32   | Nowy Jork   | 13. miejsce |
| Kahanna Montrese         | Tyrone Hardiman           | 25   | Las Vegas   | 14. miejsce |
| Soju                     | Tony Hyunsoo Ha           | 27   | Los Angeles | 15. miejsce |

### Sezon 12
| Uczestnik          | Prawdziwe imię i nazwisko | Wiek | Miejscowość   | Miejsce                      |
| ------------------ | ------------------------- | ---- | ------------- | ---------------------------- |
| Jaida Essence Hall | Jared Johnson             | 32   | Milwaukee     | 1. miejsce                   |
| Crystal Methyd     | Cody Harness              | 28   | Springfield   | 2. miejsce                   |
| Gigi Goode         | Gigi Goode                | 21   | Los Angeles   | 2. miejsce                   |
| Sherry Pie         | Joey Gugliemelli          | 27   | Nowy Jork     | 4. miejsce (dyskwalifikacja) |
| Jackie Cox         | Darius Rose               | 34   | Nowy Jork     | 5. miejsce                   |
| Heidi N. Closet    | Trevien Anthonie Cheek    | 24   | Ramseur       | 6. miejsce                   |
| Widow Von'Du       | Ray Fry                   | 30   | Kansas City   | 7. miejsce                   |
| Jan                | Charlie Mantione          | 26   | Nowy Jork     | 8. miejsce                   |
| Brita              | Jesse Havea               | 34   | Nowy Jork     | 9. miejsce                   |
| Aiden Zhane        | Devin Lewis               | 29   | Acworth       | 10. miejsce                  |
| Nicky Doll         | Karl Sanchez              | 28   | Nowy Jork     | 11. miejsce                  |
| Rock M. Sakura     | Bryan Steven Bradford     | 28   | San Francisco | 12. miejsce                  |
| Dahlia Sin         | Erick Anthony             | 28   | Los Angeles   | 13. miejsce                  |

### Sezon 13
| Uczestnik         | Prawdziwe imię i nazwisko | Wiek | Miejscowość | Miejsce     |
| ----------------- | ------------------------- | ---- | ----------- | ----------- |
| Symone            | Reggie Gavin              | 25   | Los Angeles | 1. miejsce  |
| Kandy Muse        | Kevin Candelario          | 25   | Nowy Jork   | 2. miejsce  |
| Gottmik           | Kade Gottlieb             | 23   | Los Angeles | 3. miejsce  |
| Rosé              | Ross McCorkell            | 31   | Nowy Jork   | 3. miejsce  |
| Olivia Lux        | Fred Carlton              | 26   | Nowy Jork   | 5. miejsce  |
| Utica Queen       | Ethan Mundt               | 25   | Minneapolis | 6. miejsce  |
| Tina Burner       | Kristian Seeber           | 39   | Nowy Jork   | 7. miejsce  |
| Denali            | Cordero Zuckerman         | 28   | Chicago     | 8. miejsce  |
| Elliott With 2 Ts | Eliott Puckett            | 26   | Las Vegas   | 9. miejsce  |
| LaLa Ri           | LaRico Potts              | 30   | Atlanta     | 10. miejsce |
| Tamisha Iman      | Will Crawford             | 49   | Atlanta     | 11. miejsce |
| Joey Jay          | Joey Jadryev              | 30   | Phoenix     | 12. miejsce |
| Kahmora Hall      | Paul Tran                 | 28   | Chicago     | 13. miejsce |

### Sezon 14
| Uczestnik                  | Wiek | Miejscowość   | Miejsce     |
| -------------------------- | ---- | ------------- | ----------- |
| Willow Pill                | 26   | Denver        | 1. miejsce  |
| Lady Camden                | 31   | San Fransisco | 2. miejsce  |
| Angeria Paris VanMichaels  | 27   | Atlanta       | 3. miejsce  |
| Bosco                      | 28   | Seattle       | 3. miejsce  |
| Daya Betty                 | 25   | Springfield   | 3. miejsce  |
| DeJa Skye                  | 31   | Fresno        | 6. miejsce  |
| Jorgeous                   | 21   | Nashville     | 6. miejsce  |
| Jasmine Kennedie           | 22   | Nowy Jork     | 8. miejsce  |
| Kerri Colby                | 24   | Los Angeles   | 9. miejsce  |
| Maddy Morphosis            | 26   | Fayetteville  | 10. miejsce |
| Orion Story                | 25   | Grand Rapids  | 11. miejsce |
| Kornbread "The Snack" Jeté | 29   | Los Angeles   | 12. miejsce |
| Alyssa Hunter              | 26   | Cataño        | 13. miejsce |
| June Jambalaya             | 29   | Los Angeles   | 14. miejsce |

### Sezon 15
| Uczestnik                | Wiek | Miejscowość   | Miejsce     |
| ------------------------ | ---- | ------------- | ----------- |
| Sasha Colby              | 37   | Los Angeles   | 1. miejsce  |
| Anetra                   | 25   | Las Vegas     | 2. miejsce  |
| Luxx Noir London         | 22   | East Orange   | 3. miejsce  |
| Mistress Isabelle Brooks | 24   | Houston       | 3. miejsce  |
| Loosey LaDuca            | 32   | Ansonia       | 5. miejsce  |
| Salina EsTitties         | 31   | Los Angeles   | 6. miejsce  |
| Marcia Marcia Marcia     | 25   | Nowy Jork     | 7. miejsce  |
| Malaysia Babydoll Foxx   | 32   | Miami         | 8. miejsce  |
| Spice                    | 23   | Los Angeles   | 9. miejsce  |
| Jax                      | 25   | Nowy Jork     | 10. miejsce |
| Aura Mayari              | 30   | Nashville     | 11. miejsce |
| Robin Fierce             | 26   | Hartford      | 12. miejsce |
| Amethyst                 | 27   | West Hartford | 13. miejsce |
| Sugar                    | 23   | Los Angeles   | 14. miejsce |
| Princess Poppy           | 26   | San Francisco | 15. miejsce |
| Irene Dubois             | 29   | Seattle       | 16. miejsce |

### Sezon 16
| Uczestnik            | Wiek | Miejscowość   | Miejsce                                                           |
| -------------------- | ---- | ------------- | ----------------------------------------------------------------- |
| Nymphia Wind         | 27   | New York City | 1. miejsce                                                        |
| Sapphira Cristál     | 34   | Philadelphia  | 2. miejsce                                                        |
| Plane Jane           | 24   | Boston        | 3. miejsce                                                        |
| Q                    | 26   | Kansas City   | 4. miejsce                                                        |
| Morphine Love Dion   | 25   | Miami         | 5. miejsce oraz tytuł „Queen of She Done Already Done Had Herses” |
| Dawn                 | 24   | New York City | 6. miejsce                                                        |
| Mhi'ya Iman Le'Paige | 34   | Miami         | 7. miejsce                                                        |
| Plasma               | 24   | New York City | 8. miejsce                                                        |
| Xunami Muse          | 33   | New York City | 9. miejsce                                                        |
| Megami               | 33   | New York City | 10. miejsce                                                       |
| Geneva Karr          | 30   | Brownsville   | 11. miejsce                                                       |
| Amanda Tori Meating  | 26   | Los Angeles   | 12. miejsce                                                       |
| Mirage               | 29   | Las Vegas     | 13. miejsce                                                       |
| Hershii LiqCour-Jeté | 31   | Los Angeles   | 14. miejsce                                                       |

### Sezon 17
| Uczestnik       | Wiek | Miejscowość     | Miejsce |
| --------------- | ---- | --------------- | ------- |
| Acacia Forgot   | 28   | Los Angeles     | TBA     |
| Arrietty        | 28   | Seattle         | TBA     |
| Crystal Envy    | 27   | Asbury Park     | TBA     |
| Hormona Lisa    | 30   | Chattanooga     | TBA     |
| Jewels Sparkles | 23   | Tampa           | TBA     |
| Joella          | 25   | Los Angeles     | TBA     |
| Kori King       | 24   | Boston          | TBA     |
| Lana Ja'Rae     | 22   | New York City   | TBA     |
| Lexi Love       | 34   | Louisville      | TBA     |
| Lucky Starzzz   | 26   | Miami           | TBA     |
| Lydia B Kollins | 23   | Pittsburgh      | TBA     |
| Onya Nurve      | 31   | Cleveland       | TBA     |
| Sam Star        | 24   | Leeds           | TBA     |
| Suzie Toot      | 24   | Fort Lauderdale | TBA     |